# Venetia Stevenson
Pour les articles homonymes, voir Stevenson.
Venetia Stevenson (née le 10 mars 1938 à Londres et morte le 26 septembre 2022 à Atlanta) est une actrice et mannequin britannique.
Elle est la fille du réalisateur Robert Stevenson et de l'actrice Anna Lee. Elle fut mariée à Russ Tamblyn puis à Don Everly (membre des Everly Brothers).

## Filmographie partielle
- 1958 : Les commandos passent à l'attaque (Darby's Rangers) de William A. Wellman
- 1959 : L'Île des femmes perdues (Island of Lost Women) de Frank Tuttle
- 1959 : La Chevauchée des bannis (Day of the Outlaw) d'André de Toth
- 1959 : Bagarre au-dessus de l'Atlantique (Jet Over the Atlantic) de Byron Haskin
- 1960 : La Cité des morts (The City of the Dead) de John Llewellyn Moxey
- 1960 : Les Sept Chemins du couchant (Seven Ways from Sundown) de Harry Keller
- 1960 : Blue Jeans 1920 (Studs Lonigan) d'Irving Lerner